# Élections législatives de 2007 en Bretagne
Les élections législatives de 2007 en Bretagne se déroulent dans une des rares régions à avoir voté majoritairement à gauche à l'élection présidentielle française de 2007.

## Côtes-d'Armor

### 1recirconscription(Saint-Brieuc)
Nombre d'inscrits : 88480 	, 100 %
Nombre de votants : 57919 	, 65.26 %
Suffrages exprimés : 56486 , 97.53 %
| Nom du candidat                                                   | Parti | Parti | 1er tour | 1er tour | 2e tour | 2e tour |
| Nom du candidat                                                   | Parti | Parti | Voix     | %        | Voix    | %       |
| ----------------------------------------------------------------- | ----- | ----- | -------- | -------- | ------- | ------- |
| Danielle Bousquet, député sortant                                 |       | PS    | 22 113   | 39,86    | 32 606  | 57,72   |
| Alain Cadec, adjoint au maire de Saint-Brieuc, conseiller général |       | UMP   | 19 961   | 35,95    | 23 880  | 42,28   |
| Jean-Guy Le Bère                                                  |       | PCF   | 2 981    | 5,37     |         |         |
| Marc Boivin                                                       |       | Verts | 2 500    | 4,50     |         |         |
| Samuel Burlot                                                     |       | LCR   | 2 115    | 3,81     |         |         |
| Kingsley Okunmwendia, adjoint au maire de Saint-Brieuc            |       | U2R   | 1 449    | 2,61     |         |         |
| Jean-Claude Bourvas                                               |       | FN    | 1310     | 2,36     |         |         |
| Pierre-Yves Lopin                                                 |       | MPF   | 1 157    | 2,08     |         |         |
| Alice Cherbonnel                                                  |       | GE    | 1 050    | 1,89     |         |         |
| Alain Le Fol                                                      |       | LO    | 616      | 1,11     |         |         |
| Sylvie Furlan                                                     |       | PT    | 258      | 0,46     |         |         |

### 2ecirconscription(Dinan)
Nombre d'inscrits : 	, %
Nombre de votants : 	, %
Suffrages exprimés : 	, %
| Nom du candidat                                                  | Parti | Parti     | 1er tour | 1er tour | 2e tour | 2e tour |
| Nom du candidat                                                  | Parti | Parti     | Voix     | %        | Voix    | %       |
| ---------------------------------------------------------------- | ----- | --------- | -------- | -------- | ------- | ------- |
| Michel Vaspart, maire de Pleudihen-sur-Rance, conseiller général |       | UMP       | 23 563   | 38,87    | 28 705  | 45,32   |
| Jean Gaubert, député sortant                                     |       | PS        | 23 561   | 38,86    | 34 636  | 54,68   |
| Anne-Marie Crolais                                               |       | UDF       | 4 560    | 7,52     |         |         |
| Anne-Marie Boudou                                                |       | Les Verts | 2 204    | 3,64     |         |         |
| Marion Doucet                                                    |       | LCR       | 1 625    | 2,68     |         |         |
| Tiéphaine Marçais                                                |       | FN        | 1 473    | 2,43     |         |         |
| Alain Guérin                                                     |       | PCF       | 1 272    | 2,10     |         |         |
| Ildiko Letellier                                                 |       | MPF       | 895      | 1,48     |         |         |
| Véronique Méheust                                                |       | CPNT      | 671      | 1,11     |         |         |
| Philippe Guéguen                                                 |       | LO        | 520      | 0,86     |         |         |
| Christophe Ollivier                                              |       | PT        | 279      | 0,46     |         |         |

### 3ecirconscription(Loudéac-Lamballe)
Nombre d'inscrits : 	, %
Nombre de votants : 	, %
Suffrages exprimés : 	, %
| Nom du candidat                | Parti | Parti       | 1er tour | 1er tour | 2e tour | 2e tour |
| Nom du candidat                | Parti | Parti       | Voix     | %        | Voix    | %       |
| ------------------------------ | ----- | ----------- | -------- | -------- | ------- | ------- |
| Marc Le Fur, député sortant    |       | UMP         | 27 624   | 48,03    | 30 767  | 52,02   |
| Loïc Cauret, maire de Lamballe |       | PS          | 19 962   | 34,70    | 28 382  | 47,98   |
| Geoffroy de Longuemar          |       | UDF - MoDem | 1 867    | 2,93     |         |         |
| André Ollivro                  |       | Les Verts   | 1 611    | 2,80     |         |         |
| Annie Gouardin                 |       | PCF         | 1 430    | 2,49     |         |         |
| Pierre-Marie Launay            |       | FN          | 1 275    | 2,22     |         |         |
| Armand Zvenigorosky            |       | LCR         | 1 096    | 1,91     |         |         |
| Maurice Le Forestier           |       | CPNT        | 652      | 1,13     |         |         |
| Martial Collet                 |       | LO          | 557      | 0,97     |         |         |
| Gilles Boulin                  |       | DVG         | 527      | 0,92     |         |         |
| Laurence Duvernay              |       | MPF         | 418      | 0,73     |         |         |
| Claude Jegouic                 |       | FEA         | 412      | 0,72     |         |         |
| Nicole Poënces                 |       | MRC         | 269      | 0,47     |         |         |

### 4ecirconscription(Guingamp)
Nombre d'inscrits : 79 896, 100,00 %
Nombre de votants : 53 200, 66,59 %
Suffrages exprimés : 52 178, %
| Nom du candidat                              | Parti | Parti | 1er tour | 1er tour | 2e tour | 2e tour |
| Nom du candidat                              | Parti | Parti | Voix     | %        | Voix    | %       |
| -------------------------------------------- | ----- | ----- | -------- | -------- | ------- | ------- |
| Marie-Renée Oget, député sortant             |       | PS    | 17 014   | 32,61    | 33 068  | 36,78   |
| Marie-Elisabeth Bague                        |       | UMP   | 13 651   | 26,16    | 19 241  | 63,22   |
| Gérard Lahellec                              |       | PCF   | 6 513    | 12,48    |         |         |
| Marie-Françoise Droniou                      |       | UDF   | 5 333    | 10,22    |         |         |
| Mona Bras, conseillère régionale de Bretagne |       | UDB   | 2 570    | 4,93     |         |         |
| Sylvie Guillou                               |       | LCR   | 1 830    | 3,51     |         |         |
| Myriam de Coatparquet                        |       | FN    | 1 392    | 2,67     |         |         |
| Michel Priziac, adjoint au maire de Grâces   |       | PRG   | 1 175    | 2,25     |         |         |
| Margaret Studeler                            |       | MPF   | 1 097    | 2,10     |         |         |
| Carole Le Forestier                          |       | CPNT  | 749      | 1,44     |         |         |
| Yves Thoraval                                |       | LO    | 555      | 1,06     |         |         |
| Hélène Borel                                 |       | PT    | 299      | 0,57     |         |         |

### 5ecirconscription(Lannion)
Nombre d'inscrits : 	, %
Nombre de votants : 	, %
Suffrages exprimés : 	, %
| Nom du candidat                                                       | Parti | Parti     | 1er tour | 1er tour | 2e tour | 2e tour |
| Nom du candidat                                                       | Parti | Parti     | Voix     | %        | Voix    | %       |
| --------------------------------------------------------------------- | ----- | --------- | -------- | -------- | ------- | ------- |
| Marie-Dominique Furet                                                 |       | UMP       | 22681    | 34,16    | 29 994  | 43,92   |
| Corinne Erhel                                                         |       | PS        | 22366    | 33,54    | 38 294  | 56,08   |
| Jean-Yves de Chaisemartin                                             |       | UDF       | 7313     | 10,97    |         |         |
| Isabelle Métayer, conseillère régionale, adjointe au maire de Lannion |       | Les Verts | 2999     | 4,95     |         |         |
| Claudine Féjean                                                       |       | PCF       | 2937     | 4,40     |         |         |
| Thibaud Saint-Michel                                                  |       | LCR       | 1994     | 2,99     |         |         |
| Catherine Génie                                                       |       | FN        | 1640     | 2,48     |         |         |
| Philippe Coulau, ancien maire de Plouézec                             |       | UDB       | 1 465    | 2,20     |         |         |
| Marie-Pierre Menguy                                                   |       | LO        | 691      | 1,40     |         |         |
| Lary-Jacques Casteret                                                 |       | MPF       | 883      | 1,32     |         |         |
| Murielle Canuet                                                       |       | CPNT      | 619      | 0,93     |         |         |
| Jean-Pierre Déria                                                     |       | DIV       | 440      | 0,66     |         |         |
| Emile Robert                                                          |       | MNR       | 254      | 0,38     |         |         |

## Finistère

### 1recirconscription(Quimper)
|                    | Premier tour | Premier tour | Second tour | Second tour |
| ------------------ | ------------ | ------------ | ----------- | ----------- |
| Nombre d'inscrits  | 84 724       | 100,00 %     | 84 715      | 100,00 %    |
| Nombre de votants  | 57 402       | 67,75 %      | 57 950      | 68,41 %     |
| Suffrages exprimés | 56 665       | 98,72 %      | 56 661      | 97,78 %     |

| Nom du candidat                               | Parti | Parti     | 1er tour | 1er tour | 2e tour | 2e tour |
| Nom du candidat                               | Parti | Parti     | Voix     | %        | Voix    | %       |
| --------------------------------------------- | ----- | --------- | -------- | -------- | ------- | ------- |
| Marcelle Ramonet, députée sortant             |       | UMP       | 23 200   | 40,94    | 27 122  | 47,87   |
| Jean-Jacques Urvoas, conseiller régional      |       | PS        | 16 922   | 29,86    | 29 539  | 52,13   |
| Daniel Le Bigot                               |       | Les Verts | 5 735    | 10,12    |         |         |
| Isabelle Le Bal, adjointe au maire de Quimper |       | UDF       | 5 567    | 9,82     |         |         |
| Janine Carrasco                               |       | LCR       | 1 592    | 2,81     |         |         |
| Yvonne Rainero                                |       | PCF       | 1 304    | 2,3      |         |         |
| Xavier Deghilage                              |       | FN        | 987      | 1,74     |         |         |
| Alain-Pierre Rousseau                         |       | MPF       | 438      | 0,77     |         |         |
| Gilles Messaoudi                              |       | FEA       | 430      | 0,76     |         |         |
| Serge Hardy                                   |       | LO        | 325      | 0,57     |         |         |
| Didier Marzin                                 |       | MNR       | 165      | 0,29     |         |         |

### 2ecirconscription(Brest centre)
|                    | Premier tour | Premier tour | Second tour | Second tour |
| ------------------ | ------------ | ------------ | ----------- | ----------- |
| Nombre d'inscrits  | 71 219       | 100,00 %     | 71 219      | 100,00 %    |
| Nombre de votants  | 43 219       | 60,68 %      | 43 694      | 61,35 %     |
| Suffrages exprimés | 42 569       | 98,50 %      | 42 661      | 97,64 %     |

| Nom du candidat                | Parti | Parti                    | 1er tour | 1er tour | 2e tour | 2e tour |
| Nom du candidat                | Parti | Parti                    | Voix     | %        | Voix    | %       |
| ------------------------------ | ----- | ------------------------ | -------- | -------- | ------- | ------- |
| Patricia Adam, députée sortant |       | PS                       | 15 653   | 36,77    | 23 681  | 55,51   |
| Jean-Yves Leborgne             |       | UMP                      | 14 710   | 34,56    | 18 980  | 44,49   |
| Yves Pagès, maire de Plouzané  |       | UDF                      | 4 633    | 10,88    |         |         |
| Patrick Appéré                 |       | collectifs antilibéraux  | 1 438    | 3,38     |         |         |
| Marif Loussouarn               |       | Les Verts                | 1 324    | 3,11     |         |         |
| André Garçon                   |       | LCR                      | 1 121    | 2,63     |         |         |
| Gaëlle Abily                   |       | PCF                      | 1060     | 2,49     |         |         |
| Madeleine Fabre                |       | FN                       | 808      | 1,90     |         |         |
| Sandrine Brétaud               |       | MPF                      | 573      | 1,35     |         |         |
| Frédérique Le Nedellec         |       | UDB                      | 531      | 1,25     |         |         |
| Stéphane Ascoët                |       | Les Nouveaux Ecologistes | 408      | 0,96     |         |         |
| Andre Cherblanc                |       | LO                       | 178      | 0,42     |         |         |
| Roger Calvez                   |       | PT                       | 132      | 0,31     |         |         |

### 3ecirconscription(Brest ouest)
|                    | Premier tour | Premier tour | Second tour | Second tour |
| ------------------ | ------------ | ------------ | ----------- | ----------- |
| Nombre d'inscrits  | 92 511       | 100,00 %     | 92 507      | 100,00 %    |
| Nombre de votants  | 59 753       | 64,59 %      | 59 583      | 64,41 %     |
| Suffrages exprimés | 58 987       | 98,72 %      | 58 218      | 97,71 %     |

| Nom du candidat                       | Parti | Parti                   | 1er tour | 1er tour | 2e tour | 2e tour |
| Nom du candidat                       | Parti | Parti                   | Voix     | %        | Voix    | %       |
| ------------------------------------- | ----- | ----------------------- | -------- | -------- | ------- | ------- |
| Marguerite Lamour, députée sortant    |       | UMP                     | 25 189   | 42,70    | 30 490  | 52,37   |
| François Cuillandre, maire de Brest   |       | PS                      | 19 102   | 32,38    | 27 728  | 47,63   |
| Laurent Mérer, ancien préfet maritime |       | apparenté UDF           | 6 827    | 11,57    |         |         |
| Jean Augereau                         |       | Les Verts               | 2 449    | 4,15     |         |         |
| Erwan Quélennec                       |       | LCR                     | 1 616    | 2,74     |         |         |
| Véronique Rémond                      |       | FN                      | 1 141    | 1,93     |         |         |
| Catherine Couturier                   |       | Collectifs antilibéraux | 936      | 1,59     |         |         |
| Murielle Dubreule                     |       | PCF                     | 691      | 1,17     |         |         |
| Sophie Mével                          |       | MPF                     | 650      | 1,10     |         |         |
| Jacques Piro                          |       | LO                      | 386      | 0,65     |         |         |

### 4ecirconscription(Morlaix)
Nombre d'inscrits : 	, %
Nombre de votants : 	, %
Suffrages exprimés : 	, %
| Nom du candidat                                                 | Parti | Parti                   | 1er tour | 1er tour | 2e tour | 2e tour |
| Nom du candidat                                                 | Parti | Parti                   | Voix     | %        | Voix    | %       |
| --------------------------------------------------------------- | ----- | ----------------------- | -------- | -------- | ------- | ------- |
| Gilles Caroff, conseiller municipal et conseiller communautaire |       | UMP                     |          |          |         |         |
| Marylise Lebranchu, députée sortant                             |       | PS                      |          |          |         |         |
| François Bourven                                                |       | collectifs antilibéraux |          |          |         |         |
| Jocelyn Joncour, conseiller municipal de Guiclan                |       | UDF                     |          |          |         |         |
| Anne-Marie Gentric                                              |       | LCR                     |          |          |         |         |
| Stéphane Métayer                                                |       | GE                      |          |          |         |         |
| Jean-Hugues Plougonven                                          |       | FEA                     |          |          |         |         |
| Christine Prigent-Guiziou                                       |       | Les Verts               |          |          |         |         |
| Francine Remacle                                                |       | FN                      |          |          |         |         |
| Yvon Rogard                                                     |       | MPF                     |          |          |         |         |
| Alice Roudaut                                                   |       | LO                      |          |          |         |         |

### 5ecirconscription(Landerneau)
|                    | Premier tour | Premier tour | Second tour | Second tour |
| ------------------ | ------------ | ------------ | ----------- | ----------- |
| Nombre d'inscrits  | 88 793       | 100,00 %     | 88 792      | 100,00 %    |
| Nombre de votants  | 57 713       | 65,00 %      | 55 364      | 62,35 %     |
| Suffrages exprimés | 57 056       | 98,86 %      | 54 309      | 98,09 %     |

| Nom du candidat                                                          | Parti | Parti                   | 1er tour | 1er tour | 2e tour | 2e tour |
| Nom du candidat                                                          | Parti | Parti                   | Voix     | %        | Voix    | %       |
| ------------------------------------------------------------------------ | ----- | ----------------------- | -------- | -------- | ------- | ------- |
| Jacques Le Guen, député sortant                                          |       | UMP                     | 28 002   | 49,08    | 29 760  | 54,80   |
| Chantal Guittet                                                          |       | PS                      | 16 026   | 28,09    | 24 549  | 45,20   |
| Emmanuel Morucci                                                         |       | UDF                     | 5 026    | 8,81     |         |         |
| Christophe Winckler, Conseiller municipal et communautaire de Landerneau |       | Les Verts               | 2 572    | 4,51     |         |         |
| Yannick Hervé                                                            |       | collectifs antilibéraux | 2 164    | 3,79     |         |         |
| Alain Fabre                                                              |       | FN                      | 1 013    | 1,78     |         |         |
| Jean Chevalier, adjoint au maire de Landerneau                           |       | PCF                     | 1 005    | 1,76     |         |         |
| Jean-Marie Keroas                                                        |       | MPF                     | 692      | 1,21     |         |         |
| Françoise Chauveau                                                       |       | LO                      | 556      | 0,97     |         |         |

### 6ecirconscription(Carhaix - Châteaulin)
|                    | Premier tour | Premier tour | Second tour | Second tour |
| ------------------ | ------------ | ------------ | ----------- | ----------- |
| Nombre d'inscrits  | 88 705       | 100,00 %     | 88 705      | 100,00 %    |
| Nombre de votants  | 61 127       | 68,92 %      | 60 434      | 68,13 %     |
| Suffrages exprimés | 59 584       | 98,59 %      | 59 576      | 97,46 %     |

| Nom du candidat                                         | Parti | Parti                                | 1er tour | 1er tour | 2e tour | 2e tour |
| Nom du candidat                                         | Parti | Parti                                | Voix     | %        | Voix    | %       |
| ------------------------------------------------------- | ----- | ------------------------------------ | -------- | -------- | ------- | ------- |
| Christian Ménard, député sortant                        |       | UMP                                  | 24 459   | 41,39    | 29 903  | 50,19   |
| Richard Ferrand, conseiller général de Carhaix-Plouguer |       | PS                                   | 15 050   | 25,26    | 29 673  | 49,81   |
| Christian Troadec, maire de Carhaix-Plouguer            |       | Gauche alternative, autonomiste, UDB | 7 393    | 12,41    |         |         |
| Catherine Le Moan, maire de Telgruc-sur-Mer             |       | UDF                                  | 5 524    | 8,77     |         |         |
| Matthieu Guillemot                                      |       | LCR                                  | 2 208    | 3,71     |         |         |
| Danielle Lemoine                                        |       | GE                                   | 1 216    | 2,04     |         |         |
| Marie-Anne Haas                                         |       | FN                                   | 1 173    | 1,97     |         |         |
| Corinne Nicole                                          |       | PCF                                  | 1 081    | 1,81     |         |         |
| Jean-Yves Queinnec                                      |       | FEA                                  | 522      | 0,88     |         |         |
| Elisabeth Donnardieu                                    |       | MPF                                  | 478      | 0,80     |         |         |
| Elisabeth Guillou-Piro                                  |       | LO                                   | 390      | 0,65     |         |         |
| Philippe Milliau                                        |       | MNR                                  | 190      | 0,32     |         |         |

### 7ecirconscription(Douarnenez)
|                    | Premier tour | Premier tour | Second tour | Second tour |
| ------------------ | ------------ | ------------ | ----------- | ----------- |
| Nombre d'inscrits  | 79 298       | 100,00 %     | 79 285      | 100,00 %    |
| Nombre de votants  | 53 638       | 67,64 %      | 54 314      | 68,50 %     |
| Suffrages exprimés | 52 967       | 98,75 %      | 53 012      | 97,60 %     |

| Nom du candidat                                               | Parti | Parti                   | 1er tour | 1er tour | 2e tour | 2e tour |
| Nom du candidat                                               | Parti | Parti                   | Voix     | %        | Voix    | %       |
| ------------------------------------------------------------- | ----- | ----------------------- | -------- | -------- | ------- | ------- |
| Hélène Tanguy, députée sortant                                |       | UMP                     | 19 242   | 36,33    | 25 970  | 48,99   |
| Annick Le Loch                                                |       | PS                      | 17 020   | 32,13    | 27 042  | 51,01   |
| Michel Canévet, maire de Plonéour-Lanvern, conseiller général |       | UDF                     | 10 333   | 19,51    |         |         |
| Louis Guirriec                                                |       | collectifs antilibéraux | 2 224    | 4,20     |         |         |
| Elisabeth Hascoët                                             |       | Les Verts               | 2 158    | 4,07     |         |         |
| Ronan Haas                                                    |       | FN                      | 1 051    | 1,98     |         |         |
| Serge Defrance                                                |       | LO                      | 506      | 0,96     |         |         |
| René-Jean Jouanno                                             |       | FEA                     | 433      | 0,82     |         |         |

### 8ecirconscription(Concarneau)
Nombre d'inscrits : 	82001, %
Nombre de votants : 	55961, %
Suffrages exprimés : 	54270, %
| Nom du candidat                                               | Parti | Parti                   | 1er tour | 1er tour | 2e tour | 2e tour |
| Nom du candidat                                               | Parti | Parti                   | Voix     | %        | Voix    | %       |
| ------------------------------------------------------------- | ----- | ----------------------- | -------- | -------- | ------- | ------- |
| Gilbert Le Bris, député sortant                               |       | PS                      |          |          |         | 53,48   |
| Jeanne-Yvonne Triché, conseillère générale et maire de Scaër  |       | UMP                     |          |          |         | 46,52   |
| Catherine Tanguy-Gallen, conseillère municipale de Concarneau |       | UDF                     |          |          |         |         |
| Eric Le Bour                                                  |       | collectifs antilibéraux |          |          |         |         |
| Guy Flégéo                                                    |       | FEA                     |          |          |         |         |
| Fabrice Le Danvic                                             |       | LCR                     |          |          |         |         |
| Fanny Chauffin                                                |       | UDB                     |          |          |         |         |
| Georges Blanche                                               |       | FN                      |          |          |         |         |
| Annick Coatéval                                               |       | LO                      |          |          |         |         |
| Ronan Dufleit                                                 |       | GE                      |          |          |         |         |
| Guy Flégéo                                                    |       | FEA                     |          |          |         |         |
| Louis-Daniel Gourmelen                                        |       | PCF                     |          |          |         |         |
| Gérard Le Bris                                                |       | CPNT                    |          |          |         |         |
| Solange Tanavelle                                             |       | MPF                     |          |          |         |         |

## Ille-et-Vilaine

### 1recirconscription(Rennes sud)
Nombre d'inscrits : 74 388, 100 %
Nombre de votants : 44 089, 59,27 %
Suffrages exprimés : 43 534, 98,74 %
| Nom du candidat                                                | Parti | Parti                   | 1er tour | 1er tour | 2e tour | 2e tour |
| Nom du candidat                                                | Parti | Parti                   | Voix     | %        | Voix    | %       |
| -------------------------------------------------------------- | ----- | ----------------------- | -------- | -------- | ------- | ------- |
| Jean-Michel Boucheron, député sortant                          |       | PS                      | 18 668   | 42,88    | 26 541  | 65,49   |
| Marie Louis                                                    |       | UMP                     | 9 359    | 21,5     | 13 998  | 34,51   |
| Grégoire Le Blond                                              |       | UDF-MoDem               | 4 979    | 11,44    |         |         |
| Yannick Le Moing, conseiller municipal de Rennes               |       | Majorité présidentielle | 3 250    | 7,47     |         |         |
| Mélanie Le Verger                                              |       | Les Verts               | 2259     | 5,19     |         |         |
| Eric Berroche, adjoint au maire de Rennes, conseiller régional |       | PCF                     | 1 460    | 3,35     |         |         |
| Joëlle le Guillou                                              |       | FN                      | 887      | 2,04     |         |         |
| Bruno Leveder                                                  |       | LCR                     | 844      | 1,94     |         |         |
| Michel Gain                                                    |       | GE                      | 560      | 1,29     |         |         |
| Valérie Hamon                                                  |       | LO                      | 488      | 1,12     |         |         |
| Michel Vielpeau                                                |       | FEA                     | 341      | 0,78     |         |         |
| Gérard Guillemot                                               |       | Parti breton            | 249      | 0,57     |         |         |
| Rodolphe Verger                                                |       | PT                      | 129      | 0,3      |         |         |
| Jean-François Daniel                                           |       |                         | 61       | 0,14     |         |         |

### 2ecirconscription(Rennes nord)
Nombre d'inscrits : 	, %
Nombre de votants : 	, %
Suffrages exprimés : 	, %
| Nom du candidat                                       | Parti | Parti                 | 1er tour | 1er tour | 2e tour | 2e tour |
| Nom du candidat                                       | Parti | Parti                 | Voix     | %        | Voix    | %       |
| ----------------------------------------------------- | ----- | --------------------- | -------- | -------- | ------- | ------- |
| Philippe Tourtelier, député sortant                   |       | PS                    |          |          |         |         |
| Loïck Le Brun                                         |       | UMP                   |          |          |         |         |
| Anne-Marie Tirel                                      |       | UDF-MoDem             |          |          |         |         |
| Sabine de Larocque                                    |       | MPF                   |          |          |         |         |
| Carol Le Trionnaire, conseillère municipale de Rennes |       | PCF                   |          |          |         |         |
| Xavier Châtellier                                     |       | Alternative libérale  |          |          |         |         |
| Jean-Marie Goater                                     |       | Les Verts - UDB       |          |          |         |         |
| Joël Boudier                                          |       | FN                    |          |          |         |         |
| Michel Noyer                                          |       | FEA                   |          |          |         |         |
| Raymond Madec                                         |       | LO                    |          |          |         |         |
| Valérie Faucheux                                      |       | LCR                   |          |          |         |         |
| Marc Verschueren                                      |       | PT                    |          |          |         |         |
| Sébastien Drochon                                     |       | Solidarité et progrès |          |          |         |         |

### 3ecirconscription(Rennes ouest)
Nombre d'inscrits : 91321 : 100 %
Nombre de votants : 58444 : 64,00 %
Suffrages exprimés : 56966 : 97,47 %
| Nom du candidat                                       | Parti | Parti     | 1er tour | 1er tour | 2e tour | 2e tour |
| Nom du candidat                                       | Parti | Parti     | Voix     | %        | Voix    | %       |
| ----------------------------------------------------- | ----- | --------- | -------- | -------- | ------- | ------- |
| Philippe Rouault, député sortant                      |       | UMP       | 23137    | 40,27    | 26916   | 47,25   |
| Marcel Rogemont, dissident du PS                      |       | DVG       | 14292    | 24,87    | 30050   | 52,75   |
| Laurence Duffaud, vice-présidente de Rennes Métropole |       | PS        | 7220     | 12,57    |         |         |
| Jean-Paul Pincemin                                    |       | UDF-MoDem | 5129     | 8,93     |         |         |
| Philippe Pommier                                      |       | MPF       | 681      | 1,19     |         |         |
| Monique Lasserre                                      |       | PT        | 122      | 0,21     |         |         |
| Jean-Pierre Gaudin                                    |       | LO        | 473      | 0,82     |         |         |
| Nidia Van Marque                                      |       | FN        | 898      | 1,56     |         |         |
| Loïc Cloteau                                          |       | FEA       | 404      | 0,70     |         |         |
| Denis Beaurain                                        |       | le Trèfle | 531      | 0,92     |         |         |
| Nicolas Beaujouan                                     |       | LCR       | 1449     | 2,52     |         |         |
| Yannick Nadesan                                       |       | PCF       | 838      | 1,46     |         |         |
| Nicole Kill-Nielsen                                   |       | Les Verts | 2287     | 3,98     |         |         |

La gauche reprend ce siège perdu en 2002 de justesse : 27 080 voix pour M. Rouault contre 26 242 pour M. Rogemont

### 4ecirconscription(Redon)
Nombre d'inscrits : 	, %
Nombre de votants : 	, %
Suffrages exprimés : 	, %
| Nom du candidat                                               | Parti | Parti        | 1er tour | 1er tour | 2e tour | 2e tour |
| Nom du candidat                                               | Parti | Parti        | Voix     | %        | Voix    | %       |
| ------------------------------------------------------------- | ----- | ------------ | -------- | -------- | ------- | ------- |
| Jean-René Marsac                                              |       | PS           |          |          |         |         |
| Philippe Cantin, adjoint au maire de Bruz                     |       | UDF-MoDem    |          |          |         |         |
| Loïc Aubin                                                    |       | UMP          |          |          |         |         |
| Soizig de la Guérande                                         |       | MPF          |          |          |         |         |
| Jeanne Larue, vice-présidente du Conseil régional de Bretagne |       | PRG          |          |          |         |         |
| Emile Granville                                               |       | Parti breton |          |          |         |         |
| Claude Jouault                                                |       | FN           |          |          |         |         |
| Fabrice Lucas                                                 |       | LO           |          |          |         |         |
| Daniel Rey                                                    |       | CPNT         |          |          |         |         |
| Jean-Luc Valentin                                             |       | FEA          |          |          |         |         |
| Gwennola Ermel                                                |       | LCR          |          |          |         |         |
| Wilfrid Lunel                                                 |       | PCF          |          |          |         |         |
| Christian Delacroix                                           |       | Les Verts    |          |          |         |         |

### 5ecirconscription(Vitré)
Nombre d'inscrits : 	, %
Nombre de votants : 	, %
Suffrages exprimés : 	, %
| Nom du candidat                                   | Parti | Parti        | 1er tour | 1er tour | 2e tour | 2e tour |
| Nom du candidat                                   | Parti | Parti        | Voix     | %        | Voix    | %       |
| ------------------------------------------------- | ----- | ------------ | -------- | -------- | ------- | ------- |
| Pierre Méhaignerie, député sortant                |       | UMP          |          |          |         |         |
| Pierre-Yves Martin                                |       | UDF-MoDem    |          |          |         |         |
| Clotilde Tascon-Mennetrier                        |       | PS           |          |          |         |         |
| Aude de la Vergne                                 |       | MPF          |          |          |         |         |
| Yves Le Mestric                                   |       | Parti breton |          |          |         |         |
| Eliane Leclercq, conseillère municipale de Rennes |       | UDB          |          |          |         |         |
| Nadège André                                      |       | FN           |          |          |         |         |
| Laurent Levrot                                    |       | FEA          |          |          |         |         |
| Lydie Porée                                       |       | LCR          |          |          |         |         |
| Françoise Hamard                                  |       | LO           |          |          |         |         |
| Geneviève Lespagnol                               |       | PCF          |          |          |         |         |

### 6ecirconscription(Fougères)
Nombre d'inscrits : 	, %
Nombre de votants : 	, %
Suffrages exprimés : 	, %
| Nom du candidat                                                  | Parti | Parti                | 1er tour | 1er tour | 2e tour | 2e tour |
| Nom du candidat                                                  | Parti | Parti                | Voix     | %        | Voix    | %       |
| ---------------------------------------------------------------- | ----- | -------------------- | -------- | -------- | ------- | ------- |
| Thierry Benoit, adjoint au maire de Lécousse, conseiller général |       | UDF-MoDem            |          |          |         |         |
| Jean Taillandier, conseiller général                             |       | PRG                  |          |          |         |         |
| Marie-Liesse Vilain                                              |       | MPF                  |          |          |         |         |
| Marie-Thérèse Boisseau                                           |       | UMP                  |          |          |         |         |
| Dominique Guillard                                               |       | LO                   |          |          |         |         |
| Thierry Derollez                                                 |       | Debout la République |          |          |         |         |
| Dominique Drouin                                                 |       | FN                   |          |          |         |         |
| Jean Morvan                                                      |       | GE                   |          |          |         |         |
| Isabelle Le Pimpec                                               |       | FEA                  |          |          |         |         |
| François Dubu                                                    |       | LCR                  |          |          |         |         |
| Dominique Guillard                                               |       | LO                   |          |          |         |         |
| Maudez Le Berre                                                  |       | PCF                  |          |          |         |         |
| Marie-Pierre Rouger                                              |       | Les Verts            |          |          |         |         |

### 7ecirconscription(Saint-Malo)
Nombre d'inscrits : 	, %
Nombre de votants : 	, %
Suffrages exprimés : 	, %
| Nom du candidat                                                              | Parti | Parti | 1er tour | 1er tour | 2e tour | 2e tour |
| Nom du candidat                                                              | Parti | Parti | Voix     | %        | Voix    | %       |
| ---------------------------------------------------------------------------- | ----- | ----- | -------- | -------- | ------- | ------- |
| René Couanau, député maire de Saint-Malo                                     |       | UMP   |          |          |         |         |
| Isabelle Thomas                                                              |       | PS    |          |          |         |         |
| Jean-Francis Richeux, maire de Saint-Père-Marc-en-Poulet, conseiller général |       | UDF   |          |          |         |         |
| René Ebel                                                                    |       | MPF   |          |          |         |         |
| Jean-Michel Groisier                                                         |       | PT    |          |          |         |         |
| Pierre Chapa                                                                 |       | LCR   |          |          |         |         |
| Herri Gourmelen, conseiller municipal de Saint-Malo                          |       | UDB   |          |          |         |         |
| Katia Bileau                                                                 |       | CPNT  |          |          |         |         |
| Patrick Le Guillou                                                           |       | FN    |          |          |         |         |
| Monique Trichon                                                              |       | FEA   |          |          |         |         |
| Edouard Descottes                                                            |       | LO    |          |          |         |         |
| Jean-Claude Serre                                                            |       | MNR   |          |          |         |         |
| Jean-Charles Le Sager                                                        |       | PCF   |          |          |         |         |
| Jean-Michel Groisier                                                         |       | PT    |          |          |         |         |
| Henri Gourmelen                                                              |       | UDB   |          |          |         |         |

## Morbihan

### 1recirconscription(Vannes)
Nombre d'inscrits : 104 525, 100 %
Nombre de votants : 67 704, 64,77 %
Suffrages exprimés :66 414, 98,09 %
| Nom du candidat                                 | Parti | Parti                   | 1er tour | 1er tour | 2e tour | 2e tour |
| Nom du candidat                                 | Parti | Parti                   | Voix     |          | Voix    |         |
| ----------------------------------------------- | ----- | ----------------------- | -------- | -------- | ------- | ------- |
| François Goulard                                |       | UMP                     | 30 856   | 46,46    | 34 174  | 52,90   |
| Hervé Pellois, suppléante Odile Blanc-Dubuisson |       | PS                      | 21 235   | 31,97    | 30 429  | 47,10   |
| Marie-Christine Ravaud                          |       | FN                      | 2 152    | 3,24     |         |         |
| Christian Le Moigne                             |       | Les Verts               | 2 583    | 3,89     |         |         |
| Yves Mével                                      |       | divers centre           | 1 859    | 2,80     |         |         |
| Gabriel Guilloux                                |       | UMP non investi         | 1 530    | 2,30     |         |         |
| Pascal Trochet                                  |       | LCR                     | 1 313    | 1,98     |         |         |
| Odile Choppin                                   |       | MPF                     | 1 295    | 1,95     |         |         |
| Jean-Jacques Page                               |       | UDB                     | 1 000    | 1,51     |         |         |
| Colette Bocher                                  |       | PCF                     | 824      | 1,24     |         |         |
| Emmanuel Descamps                               |       | FEA                     | 741      | 1,12     |         |         |
| Josette Grimaud                                 |       | LO                      | 426      | 0,64     |         |         |
| Martine Leseur                                  |       | Gauche alternative 2007 | 600      | 0,90     |         |         |

### 2ecirconscription(Auray)
Nombre d'inscrits : 93 252 , 100 %
Nombre de votants : 61 384 , 65,93 % 
Suffrages exprimés : 60 510 , 98,57 %
| Nom du candidat        | Parti | Parti         | 1er tour | 1er tour | 2e tour | 2e tour |
| Nom du candidat        | Parti | Parti         | Voix     |          | Voix    |         |
| ---------------------- | ----- | ------------- | -------- | -------- | ------- | ------- |
| Michell Grall          |       | UMP           | 16 074   | 26,56    | 29 755  | 52,25   |
| Nathalie Le Magueresse |       | PS            | 11 619   | 19,20    | 27 189  | 47,75   |
| Jean-Michel Belz       |       | divers droite | 10 439   | 17,25    |         |         |
| Michel Le Scouarnec    |       | PCF           | 6 206    | 10,26    |         |         |
| Gérard Pierre          |       | divers droite | 4 946    | 8,17     |         |         |
| Christine Bellego      |       | MoDem         | 4 045    | 6,68     |         |         |
| Claire Masson          |       | Les Verts     | 2 178    | 3,60     |         |         |
| Bruno Petit            |       | FN            | 1 921    | 3,17     |         |         |
| Alain Malardé          |       | divers        | 1 591    | 2,63     |         |         |
| Jean-Louis Amisse      |       | LO            | 513      | 0,85     |         |         |
| Claude Godet           |       | CPNT          | 516      | 0,85     |         |         |
| Jean-Michel Bastien    |       | FEA           | 462      | 0,76     |         |         |

### 3ecirconscription(Pontivy)
Nombre d'inscrits : 	, %
Nombre de votants : 	, %
Suffrages exprimés : 	, %
| Nom du candidat                 | Parti | Parti                    | 1er tour | 1er tour | 2e tour | 2e tour |
| Nom du candidat                 | Parti | Parti                    | Voix     | %        | Voix    | %       |
| ------------------------------- | ----- | ------------------------ | -------- | -------- | ------- | ------- |
| Gisèle Burban                   |       | FN                       |          |          |         |         |
| Florence Brissard               |       | LO                       |          |          |         |         |
| Marie-Madeleine Doré-Lucas      |       | PCF                      |          |          |         |         |
| Nelly Fruchard                  |       | UDB                      |          |          |         |         |
| Gérard Lorgeoux, Député sortant |       | UMP                      |          |          |         |         |
| Jean-Pierre Le Roch             |       | PS                       |          |          |         |         |
| Benoît Rolland                  |       | MoDem                    |          |          |         |         |
| Edith Pennot                    |       | CPNT                     |          |          |         |         |
| Annie Lannuzel                  |       | MNR                      |          |          |         |         |
| Claudine Kerhir                 |       | les nouveaux écologistes |          |          |         |         |
| Yann Lavallou                   |       | FEA                      |          |          |         |         |

### 4ecirconscription(Ploermel)
Nombre d'inscrits : 	, %
Nombre de votants : 	, %
Suffrages exprimés : 	, %
| Nom du candidat      | Parti | Parti     | 1er tour | 1er tour | 2e tour | 2e tour |
| Nom du candidat      | Parti | Parti     | Voix     | %        | Voix    | %       |
| -------------------- | ----- | --------- | -------- | -------- | ------- | ------- |
| Nicolas Morhan       |       | FN        |          |          |         |         |
| Annick Guérin        |       | PCF       |          |          |         |         |
| Martine Grassineau   |       | LO        |          |          |         |         |
| Noël André           |       | MNR       |          |          |         |         |
| Nathalie Clermont    |       | MPF       |          |          |         |         |
| Dominique Pingannaud |       | CPNT      |          |          |         |         |
| Béatrice Le Marre    |       | PS        |          |          |         |         |
| Gisèle Citharel      |       | Les Verts |          |          |         |         |
| Martine Selleret     |       | FEA       |          |          |         |         |
| Yvette Folliard      |       | MoDem     |          |          |         |         |

### 5ecirconscription(Lorient)
|                    | Premier tour | Premier tour | Second tour | Second tour |
| ------------------ | ------------ | ------------ | ----------- | ----------- |
| Nombre d'inscrits  | 81 377       | 100,00 %     | 81 381      | 100,00 %    |
| Nombre de votants  | 49 160       | 60,41 %      | 49 585      | 60,93 %     |
| Suffrages exprimés | 47 641       | 96,91 %      | 47 828      | 96,46 %     |

| Nom du candidat           | Parti | Parti | 1er tour | 1er tour | 2e tour | 2e tour |
| Nom du candidat           | Parti | Parti | Voix     | %        | Voix    | %       |
| ------------------------- | ----- | ----- | -------- | -------- | ------- | ------- |
| Françoise Olivier-Coupeau |       | PS    | 16 320   | 34,26    | 26 433  | 55,27   |
| Maria Colas               |       | UMP   | 11 829   | 24,83    | 21 395  | 44,73   |
| Fabrice Loher             |       | UDF   | 7 346    | 15,42    |         |         |
| Jean Le Bot               |       | RAD   | 1 926    | 4,04     |         |         |
| Jean-Paul Aucher          |       | Verts | 1 879    | 3,94     |         |         |
| Thierry Goyet             |       | PCF   | 1 764    | 3,70     |         |         |
| Stéphanie Chauvin         |       | LCR   | 1 286    | 2,70     |         |         |
| Daniel Bergeron           |       | FN    | 1 245    | 2,61     |         |         |
| Yann Syz                  |       | UDB   | 691      | 1,45     |         |         |
| Hervé Le Guen             |       | PB    | 686      | 1,44     |         |         |
| Guénaël Le Gras           |       | LCR   | 606      | 1,27     |         |         |
| Michel Chevant            |       | MEI   | 406      | 0,85     |         |         |
| Marie-Flore le Roy        |       | MPF   | 461      | 0,97     |         |         |
| Cyril Le Bail             |       | LO    | 436      | 0,92     |         |         |
| Jean-Pierre Messarovitch  |       | FEA   | 435      | 0,91     |         |         |
| Julien Le Dimeet          |       | DVG   | 325      | 0,68     |         |         |

- Résultats des législatives de 2007 sur le site du Ministère de l'Intérieur

### 6ecirconscription(Hennebont)
Nombre d'inscrits : 	, %
Nombre de votants : 	, %
Suffrages exprimés : 	, %
| Nom du candidat      | Parti | Parti     | 1er tour | 1er tour | 2e tour | 2e tour |
| Nom du candidat      | Parti | Parti     | Voix     | %        | Voix    | %       |
| -------------------- | ----- | --------- | -------- | -------- | ------- | ------- |
| Jacques Le Nay       |       | UMP       |          |          |         |         |
| Gérard Perrier       |       | FN        |          |          |         |         |
| Odile Picaud         |       | LO        |          |          |         |         |
| Maryse Paraire       |       | MRC       |          |          |         |         |
| Thierry Le Roch      |       | FEA       |          |          |         |         |
| Michel Rolland       |       | Les Verts |          |          |         |         |
| Gérard Perron        |       | PCF       |          |          |         |         |
| Marie-Alix Boullault |       | MPF       |          |          |         |         |
| Florence Houssais    |       | MNR       |          |          |         |         |
| Jean-Pierre Bageot   |       | PS        |          |          |         |         |
| Yves Juin            |       | LCR       |          |          |         |         |